# Меттомо, Люсьен
Люсьен Меттомо (фр. Lucien Mettomo; род. 19 апреля 1977, Дуала) — камерунский футболист, бывший защитник известный по выступлениям за «Сент-Этьен», «Кайзерслаутерн» и сборную Камеруна. Участник Чемпионата мира 2002 года в Японии и Южной Корее.

## Клубная карьера
В 1995 году Меттомо начал карьеру в клубе «Тоннер». Уже через год он переехал во французский «Сент-Этьен», но дебютировал за основную команду, только в 1998 году. В следующем сезоне Люсьен помог клубу выйти в Лигу 1. В 2001 году Меттомо перешёл в английский Манчестер Сити. Сумма трансфера составила 1,5 млн фунтов. В матче Кубка Лиги против «Бирмингема» он дебютировал за новый клуб. В сезоне 2001/2002 Люсьен помог клубу выйти в Премьер-лигу, где он дебютировал в поединке против «Саутгемптона».
В 2003 году Меттомо он перешёл в немецкий «Кайзерслаутерн». Сумма трансфера составила 500 тыс. фунтов. Он дебютировал в матче Кубка Германии против «Айнтрахта» Брауншвейг. В своей дебютной встрече в Бундеслиге против «Фрайбурга» Меттомо забил гол. В 2006 году Люсьен покинул Германию и недолго выступал за турецкий «Кайсери Эрджиесспор». Сезон 2006/2007 он провёл в швейцарском «Люцерне», после чего вернулся в Англию. Меттомо подписал контракт с «Саутгемптоном», но так и не сыграл за клуб ни минуты. В 2008 году он перешёл в греческий «Верия», где и завершил карьеру.

## Международная карьера
7 августа 1997 года в товарищеском матче против сборной Нигерии Меттомо дебютировал за сборную Камеруна. Кубок африканских наций 1998 года стал первым крупным турниром для Люсьена в составе национальной команды. В 2000 году Меттомо завоевал Кубок Африки. В 2002 году Люсьен во второй раз стал чемпионом Африки. На турнире он вышел на поле в поединке против сборной Того. В этом матче Меттомо забил один из голов, ставший для него первым и единственным в цветах сборной страны. В том же году он сыграл на Чемпионате мира в Японии и Южной Корее. На турнире он был запасным и не провёл на поле ни минуты.
В 2003 году Меттомо принял участие в Кубке конфедераций. На турнире он сыграл в поединках против сборных Бразилии, Турции, США, Колумбии и Франции и забил два гола.
В 2004 году Люсьен в четвёртый раз сыграл за национальную команду на Кубке Африки. Он сыграл в матчах против Египта, Алжира и Нигерии.

## Достижения
Камерун
- Кубок африканских наций — 2000
- Кубок африканских наций — 2002
- Второе место Кубка конфедераций — 2003